# Morning Glory Pool
Koordinaten: 44° 28′ 30,1″ N, 110° 50′ 36,6″ W
Morning Glory Pool (auch  Morning Glory Spring genannt) ist eine heiße Quelle im Upper Geyser Basin des  Yellowstone-Nationalparks in den USA.
Der Morning Glory Pool kann auch auf natürliche Weise als Geysir ausbrechen, etwa nach Erdbeben oder anderen seismischen Aktivitäten in der Nähe; das wurde erstmals 1944 dokumentiert. Er entwässert in den Firehole River.
Man erreicht den Quelltümpel vom Geysir Old Faithful aus, indem man von dort dem Morning Glory Pool Trail Richtung Nord-Nordwest, d. h. dem Lauf des Firehole Rivers nach unten folgt.

## Historie
Der Pool wurde erstmals 1883 von Eleanor N. McGowan, der Frau des stellvertretenden Parkleiters Charles McGowan, „Convolutus“ benannt nach dem lateinischen (wissenschaftlichen) Namen der Winden, an deren Blüten sie die Quelle erinnerte. Bis 1889 hatte sich die Bezeichnung „Morning Glory Pool“ nach dem englischen Trivialnamen (englisch morning glory ‚Morgenröte‘) dieser Pflanzengattung eingebürgert; in vielen Reiseführern wird die Quelle auch als „Morning Glory Spring“ bezeichnet.

## Beschreibung
Aufgrund der geologischen Struktur handelt es sich bei der Quelle um einen Geysir, ein spontaner Ausbruch des Geysirs wurde zum ersten Mal im Jahr 1944 verzeichnet, als das Wasser über 12 Meter hoch schoss.
Die besondere Farbe der Thermalquelle wird durch Mikroorganismen verursacht, die im Wasser und auf dem Biofilm, der die Oberflächen des Beckens bedeckt, leben: Trotz der in vielerlei Hinsicht extremen Lebensbedingungen kommen in dem Quelltümpel Prokaryoten (Bakterien und Archaeen) vor. Vor den 1960er Jahren hatte die Quelle nur eine tiefblaue Farbe. Im Laufe der Zeit veränderte sich ihre Farbe zu einem leuchtenden Gelb und Grün.
Im Jahr 2009 stellte ein Team von Forschern fest, dass der Mensch für diesen Übergang verantwortlich ist. Denn die von Touristen in die Quelle geworfenen Gegenstände wie Münzen, Kieselsteine, Holzstücke, Metallverpackungen usw. blockierten schließlich teilweise die unterirdischen Zuflüsse von heißem Wasser in das Becken.
Mehrere Versuche der Parkverwaltung, künstliche Eruptionen auszulösen, um das Becken von dem Schutt zu befreien und die verstopften Zuflüsse freizumachen, waren nur teilweise von Erfolg gekrönt. Auch die Öffentlichkeit reagierte mit gemischten Gefühlen auf diese Eingriffe.
Bei einem erzwungenen Ausbruch spuckte der Geysir unter anderem Münzen, Flaschen, Taschentücher, Socken, Hemden und Unterwäsche im Wert von fast 100 Dollar aus. Seitdem wurden weitere Versuche unternommen, ihn zum Ausbruch zu bringen, jedoch ohne Erfolg. Das Becken wird jedoch ständig gereinigt, im Jahr 2004 wurden beispielsweise 2.785 Münzen eingesammelt.
Inzwischen weist ein von der Parkverwaltung in der Nähe des Beckens aufgestelltes Hinweisschild auf die durch solche Ignoranz und Vandalismus verursachten Schäden hin und macht klar, dass sie „Morning Glory“ zu einer Faded Glory („verblasste Glorie“, auch „vergangener Ruhm“) machen.

## Mikrobiom und Farben
Was den ortsabhängigen Farbwechsel von Grün in der Mitte zu Orange am Rand des Teiches betrifft, so ist er auf die unterschiedliche Wassertemperatur im Teich zurückzuführen: das Wasser im Zentrum der Quelle ist tendenziell wärmer und beherbergt somit andere Organismen. Dazu kommen optische Effekte, die ebenfalls für die von den Besuchern beobachteten unterschiedlichen Farben mit verantwortlich sind: Die Wassertiefe beeinflusst nämlich die Wahrnehmung von Farben (vgl. Kürbiskernöl).
Die leuchtend blaugrüne Farbe des Wassers in der heißeren zentralen Zone wird durch die dort lebenden Cyanobakterien („Blaualgen“) verursacht; die Gelbfärbung der Ränder des Reservoirs ist auf thermophile Flexibakterien (Gattung Flexibacter und Verwandte) zurückzuführen.
Das Wasser am Quellzufluss hat eine Temperatur von ca. 70 °C.
Durch den menschlichen Einfluss sank die Temperatur des Wassers und seine mikrobielle Organismengemeinschaft veränderte sich dementsprechend. Neue d. h. andere Mikroorganismen produzierten jetzt die leuchtend gelben, grünen und orangefarbenen Pigmente.
Auch Archaeen wurden im Morning Glory Pool gefunden.
Aber da der Mangel an Zufluss aus dem Schlot die Temperatur an der Oberfläche von fast 100 °C auf 65-50 °C fallen ließ, aber dieser Temperaturabfall veränderte die Zusammensetzung der Artengemeinschaft nahe der Oberfläche von (→hyperthermophilen) Archaeen (bei 75 °C oder mehr) zu Cyanobakterien (bei 73 °C, gelb), Protozoen (bei 66 °C, orange), Pilzen und Mikroalgen (bei 60 °C, gelb-grün) bis hin zu Moosen (bis 50 °C, braun).

## Klima
Das Klima am Morning Glory Pool ist wie im ganzen Nationalpark boreal (kalt-gemäßigt).
Die Durchschnittstemperatur liegt vor Ort bei −1 °C, der wärmste Monat ist der Juli mit 16 °C, und der kälteste der Dezember mit −15 °C.
Der durchschnittliche Niederschlag beträgt 401 Millimeter pro Jahr, der feuchteste Monat ist der Mai mit 51 Millimetern Niederschlag, und der trockenste der Juni mit 23 Millimetern.

## Bildergalerie

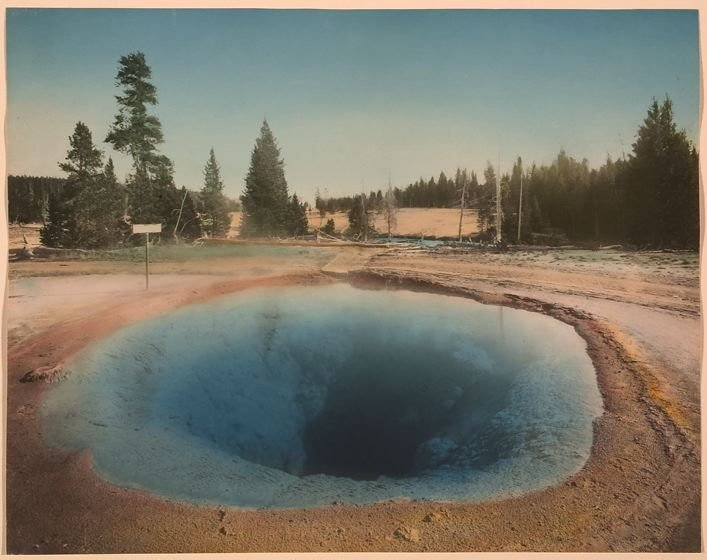
Frank Jay Haynes, 1890
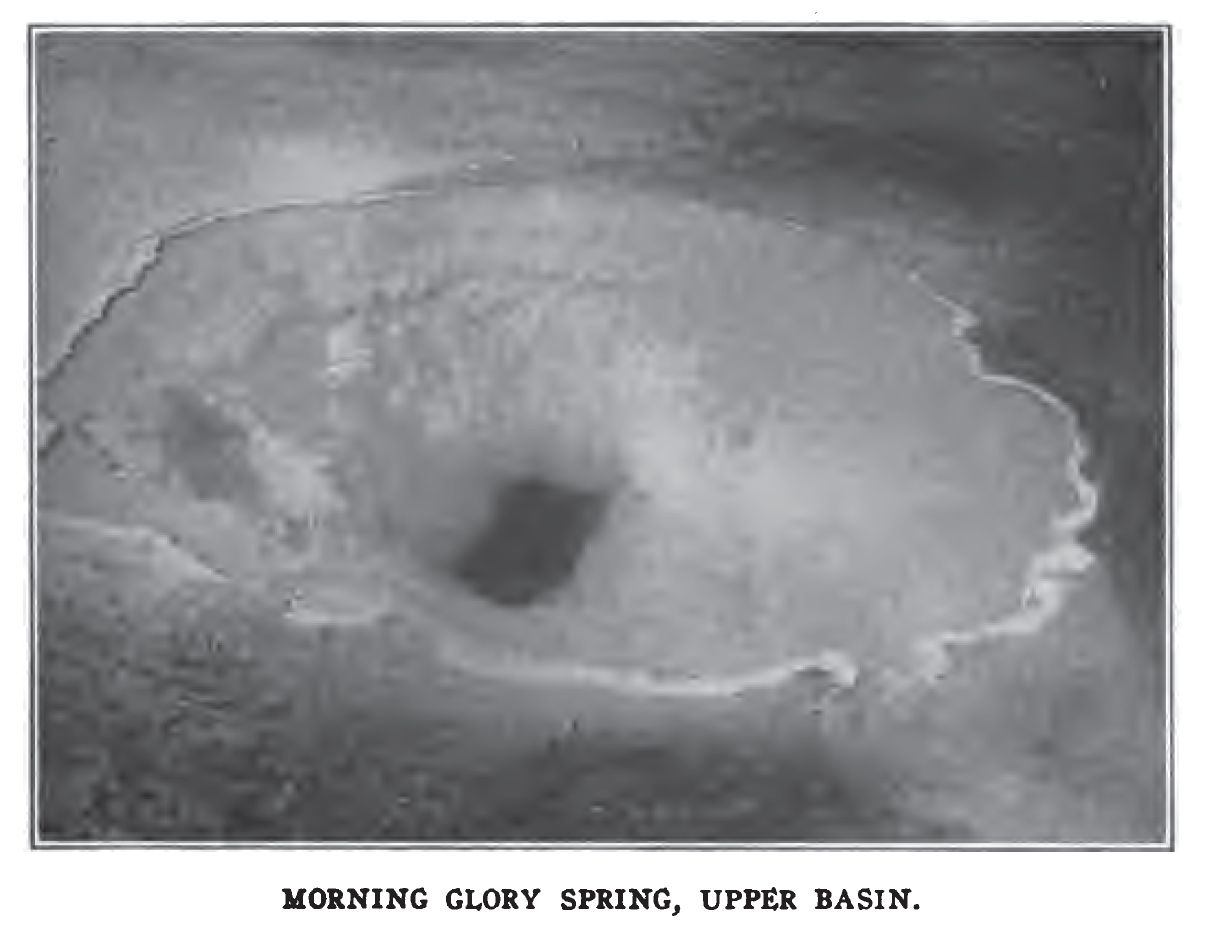
Jack Ellis Haynes, 1916
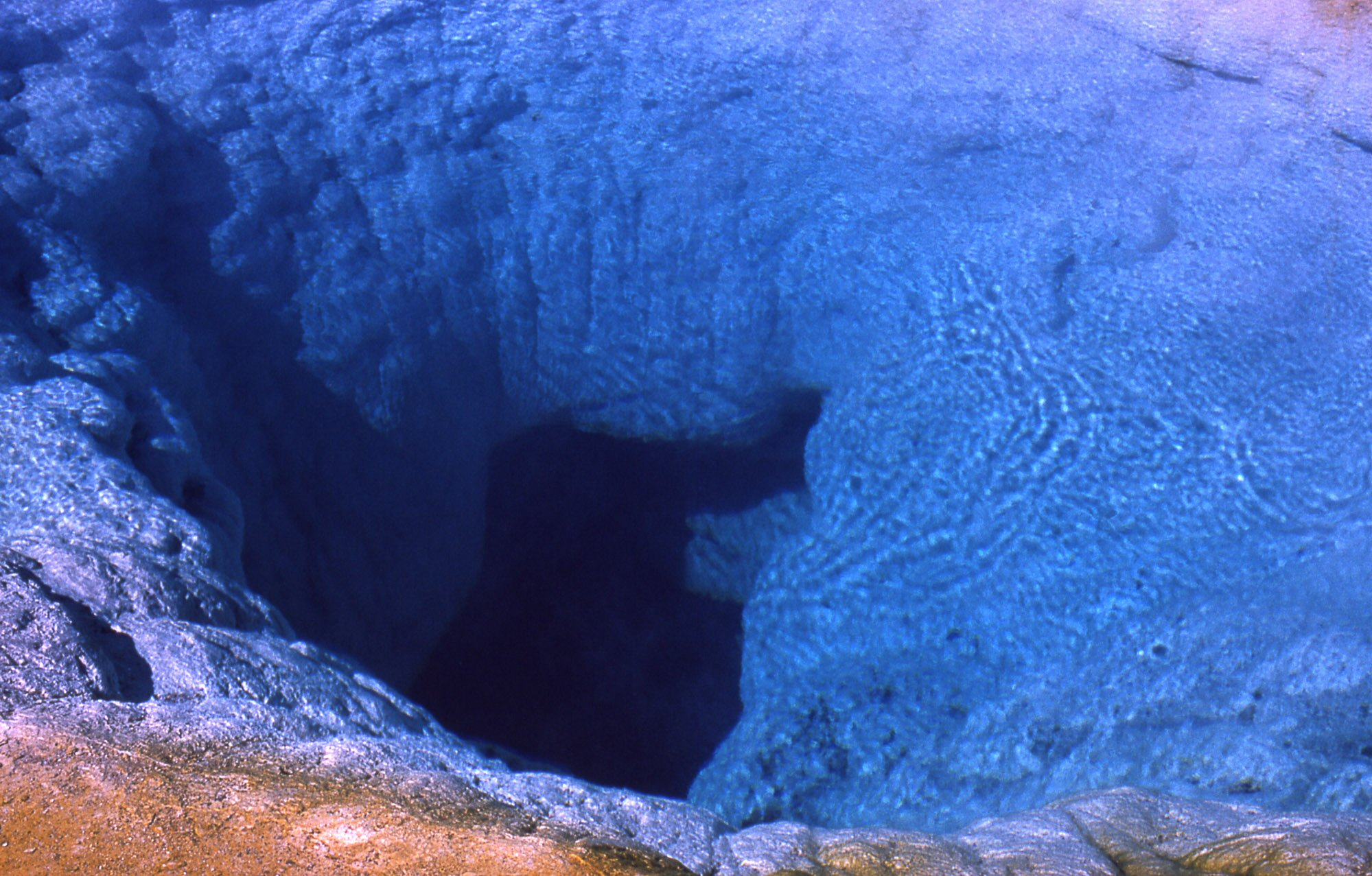
1966
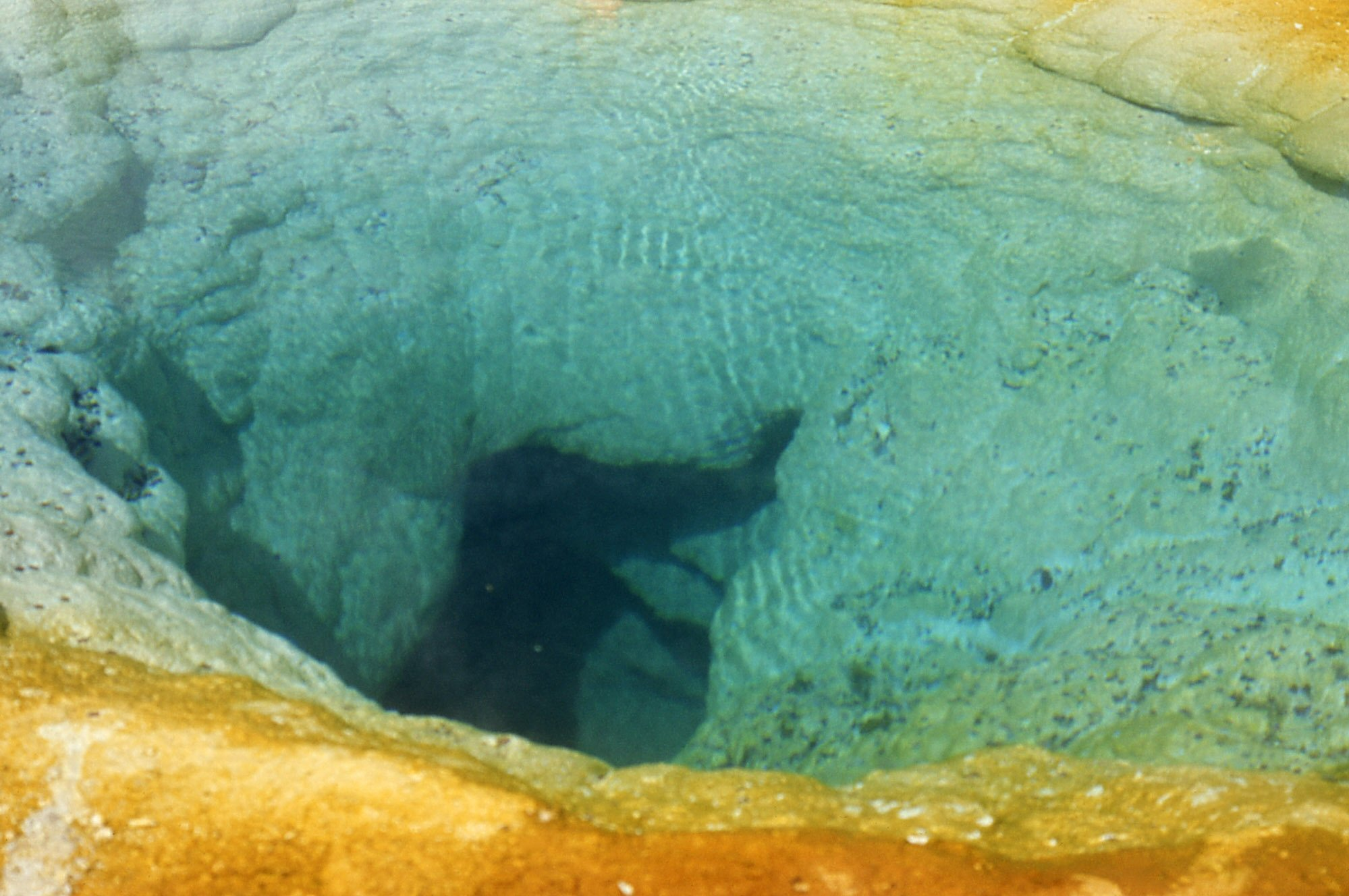
1970
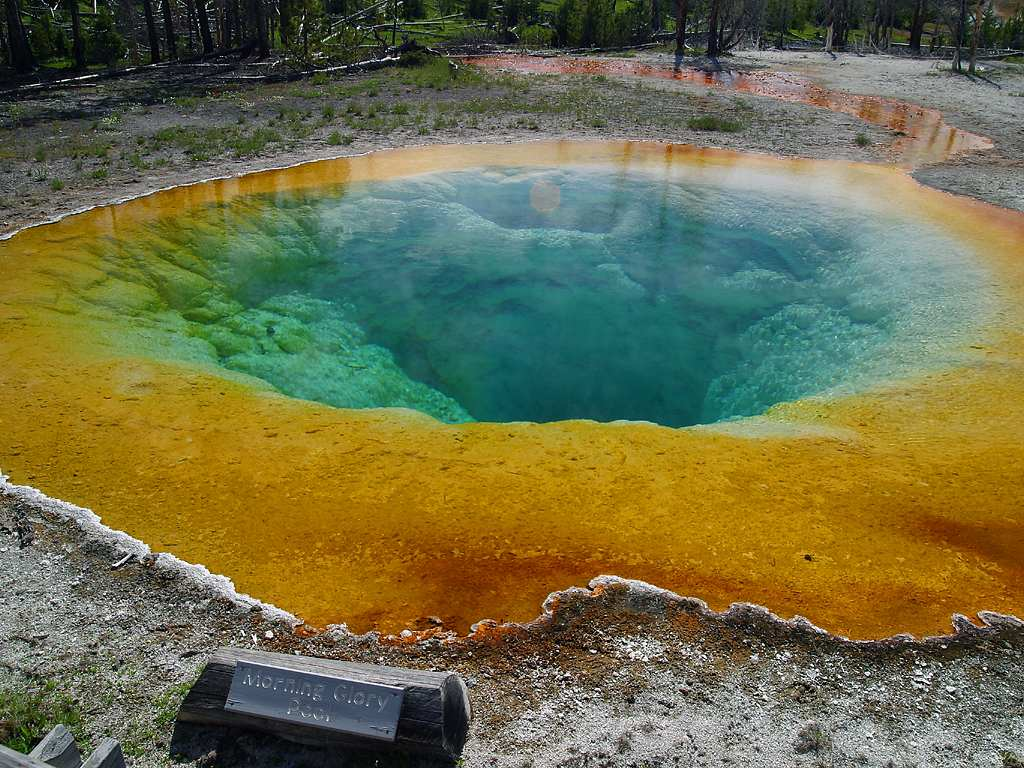
22. Juni 2003 (Jon Sullivan)
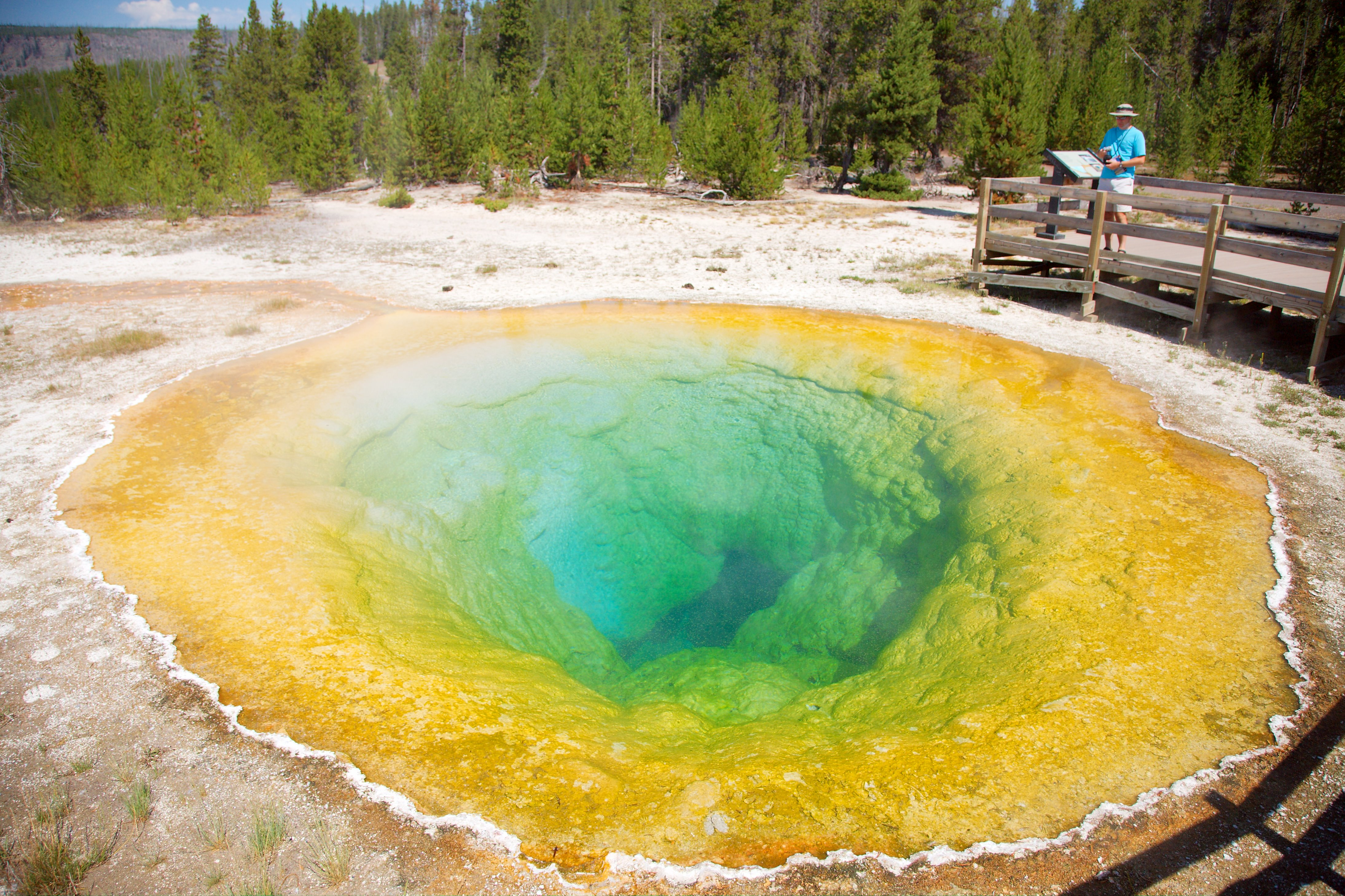
1. August 2007
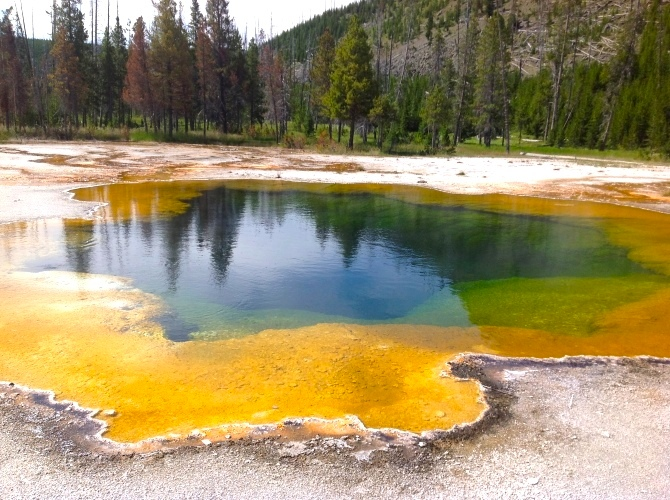
19. Juni 2014
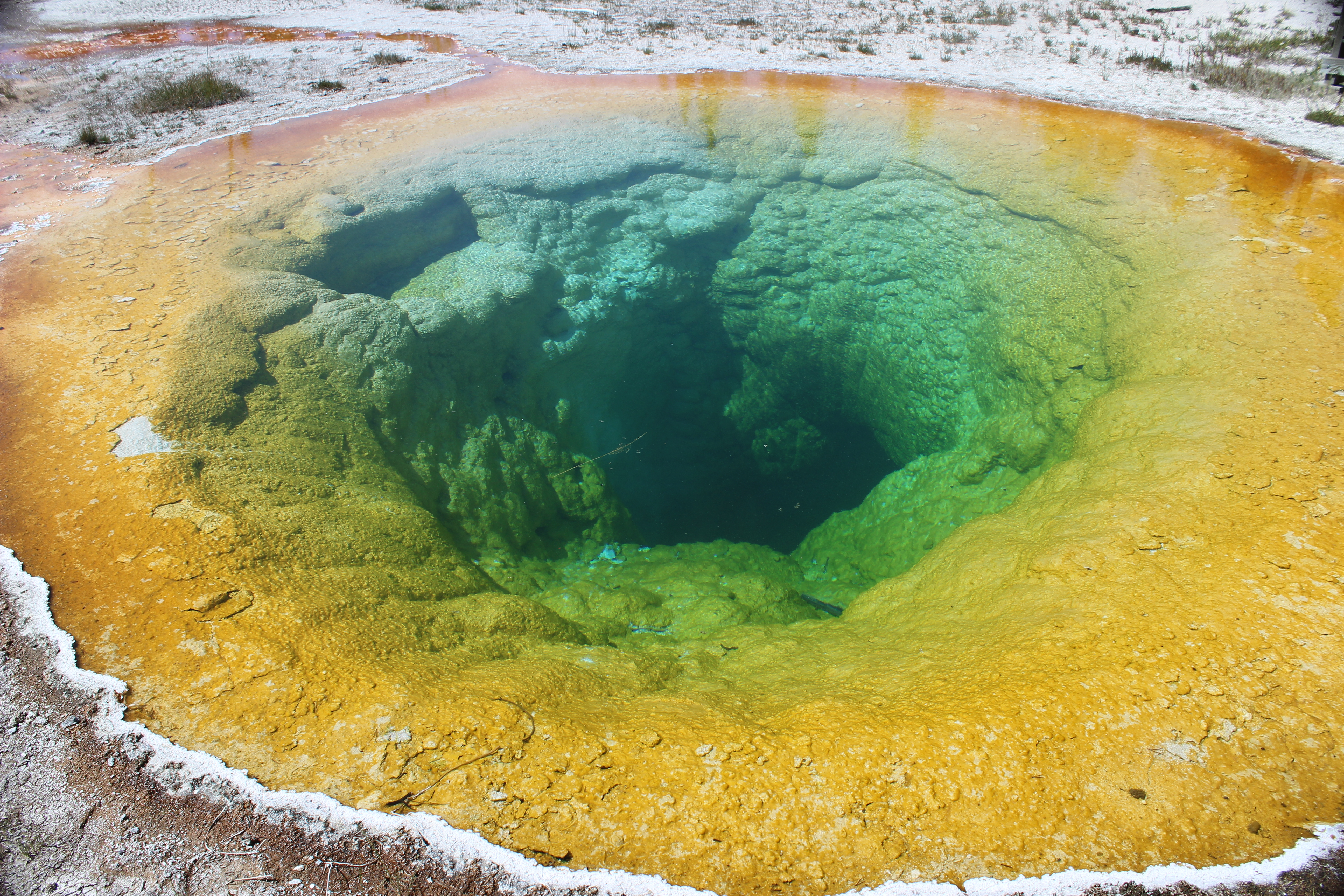
22. Juli 2014
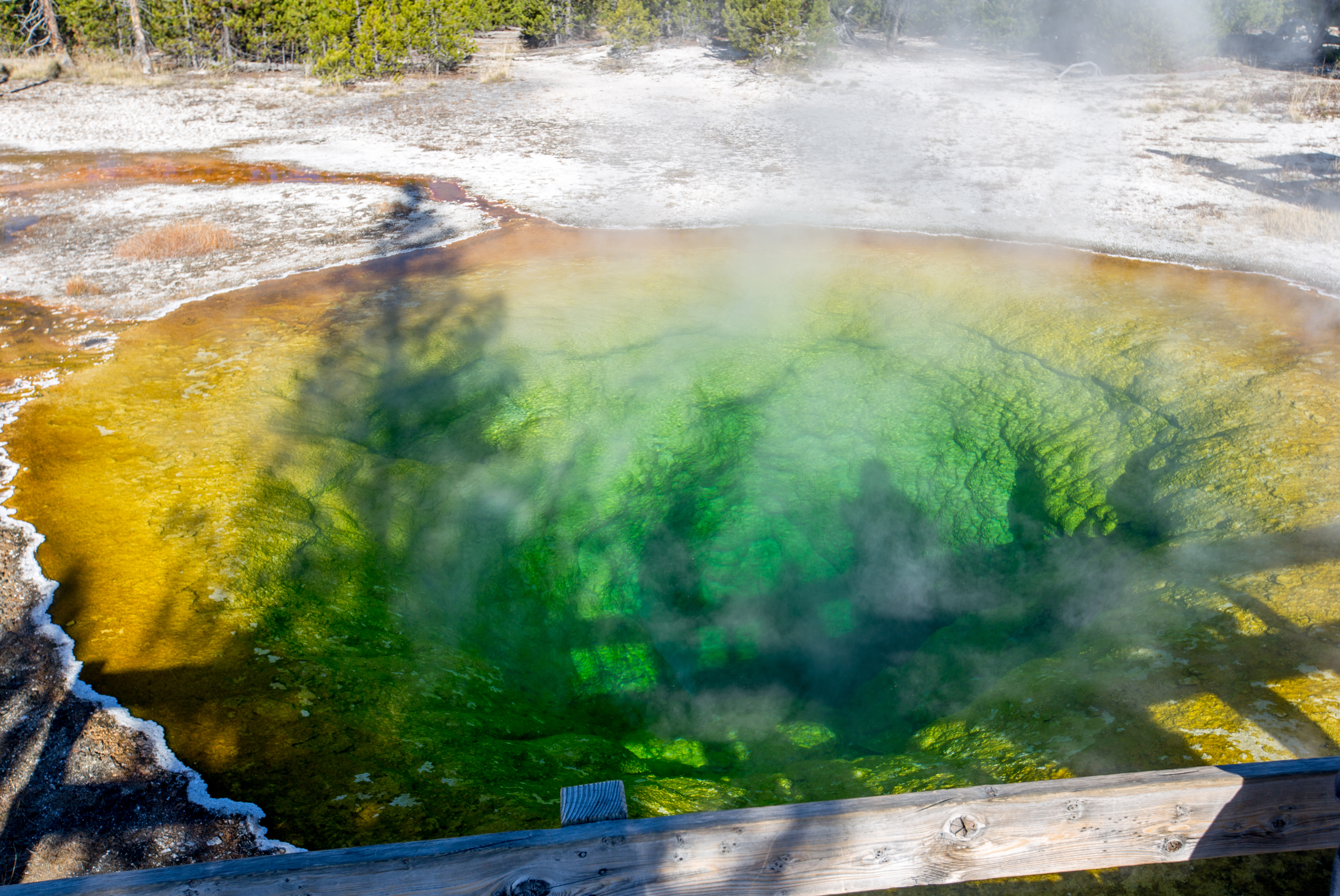
Oktober 2015, mit Schatten von Baum und Besucher
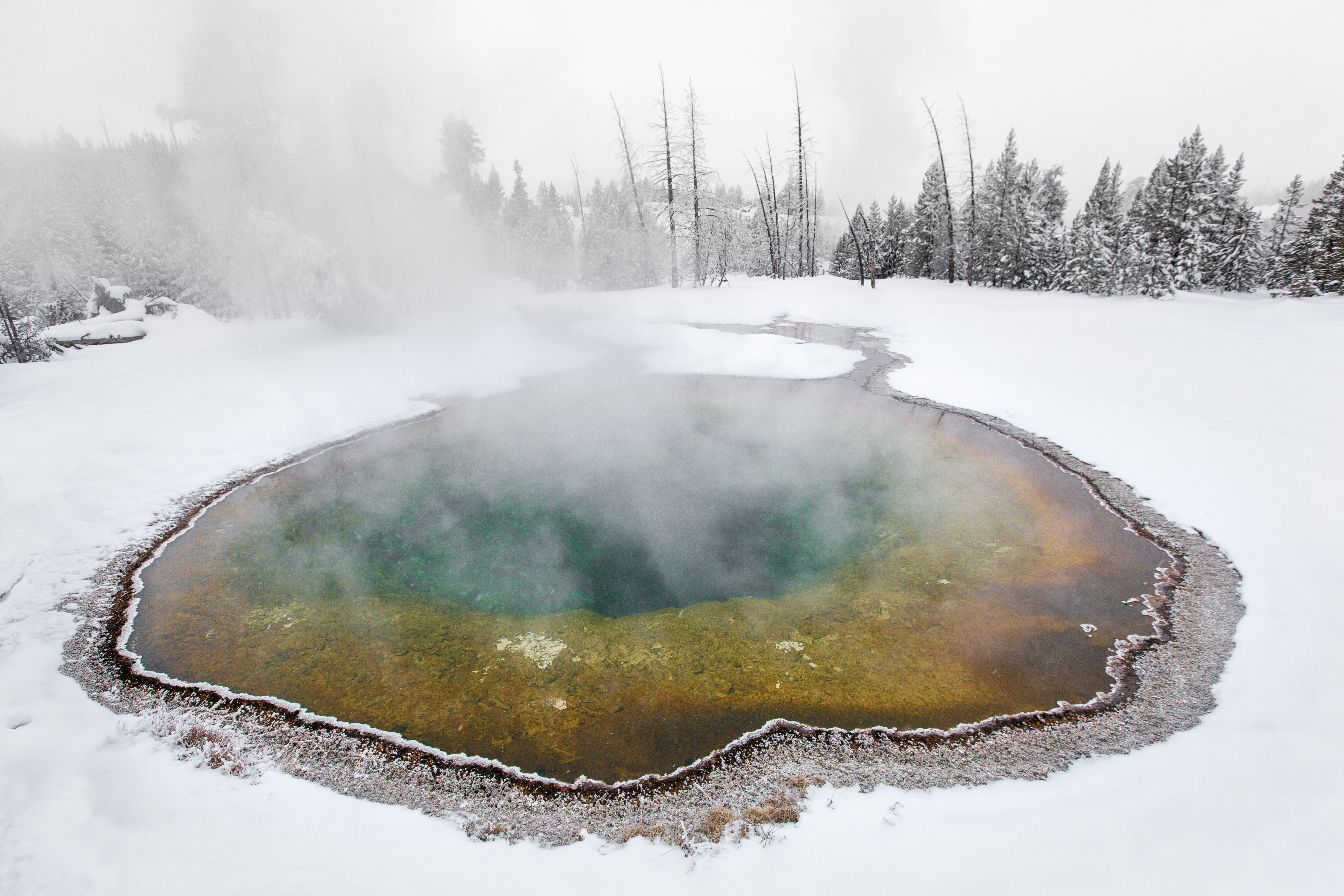
Dezember 2015
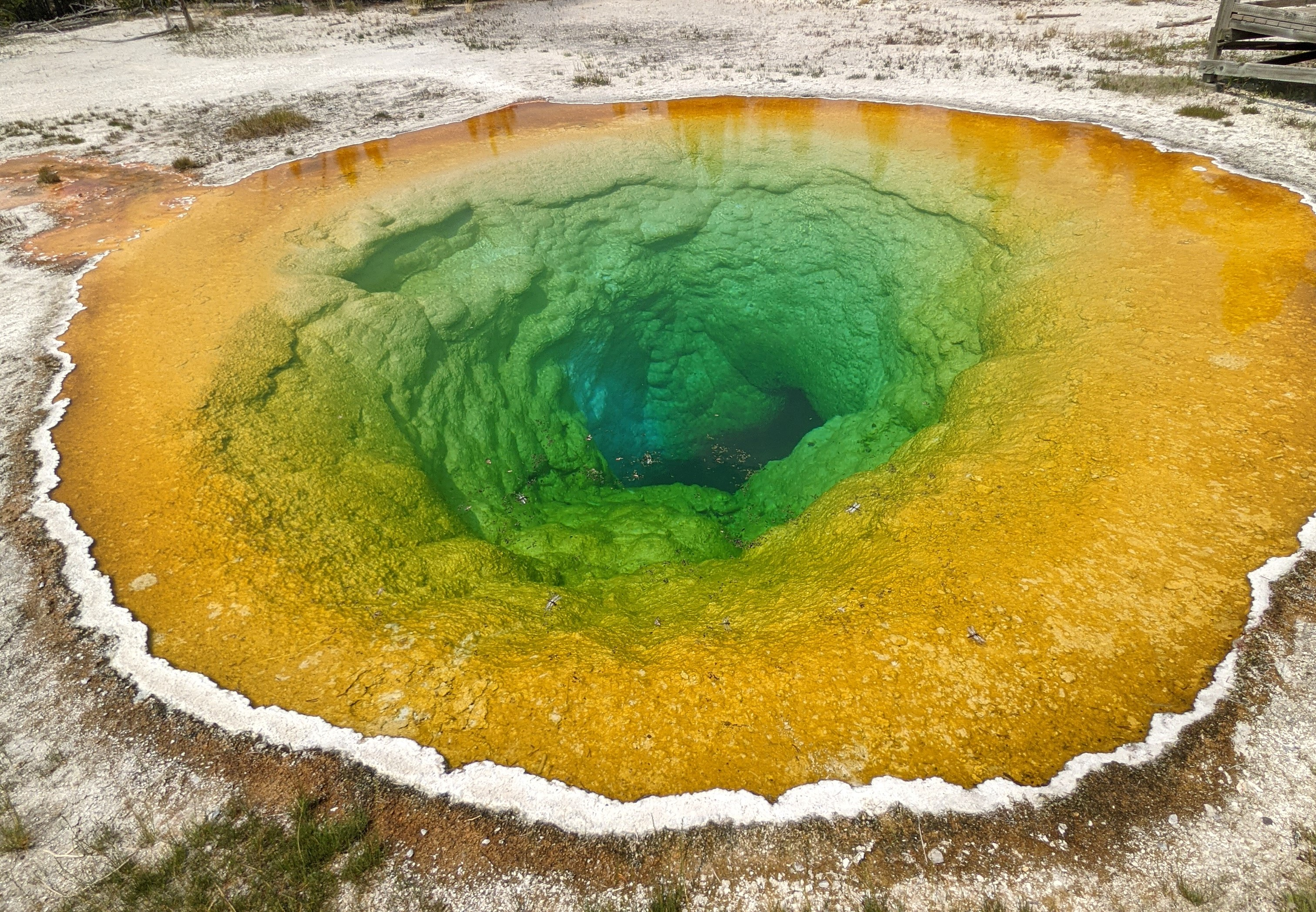
Juli 2021
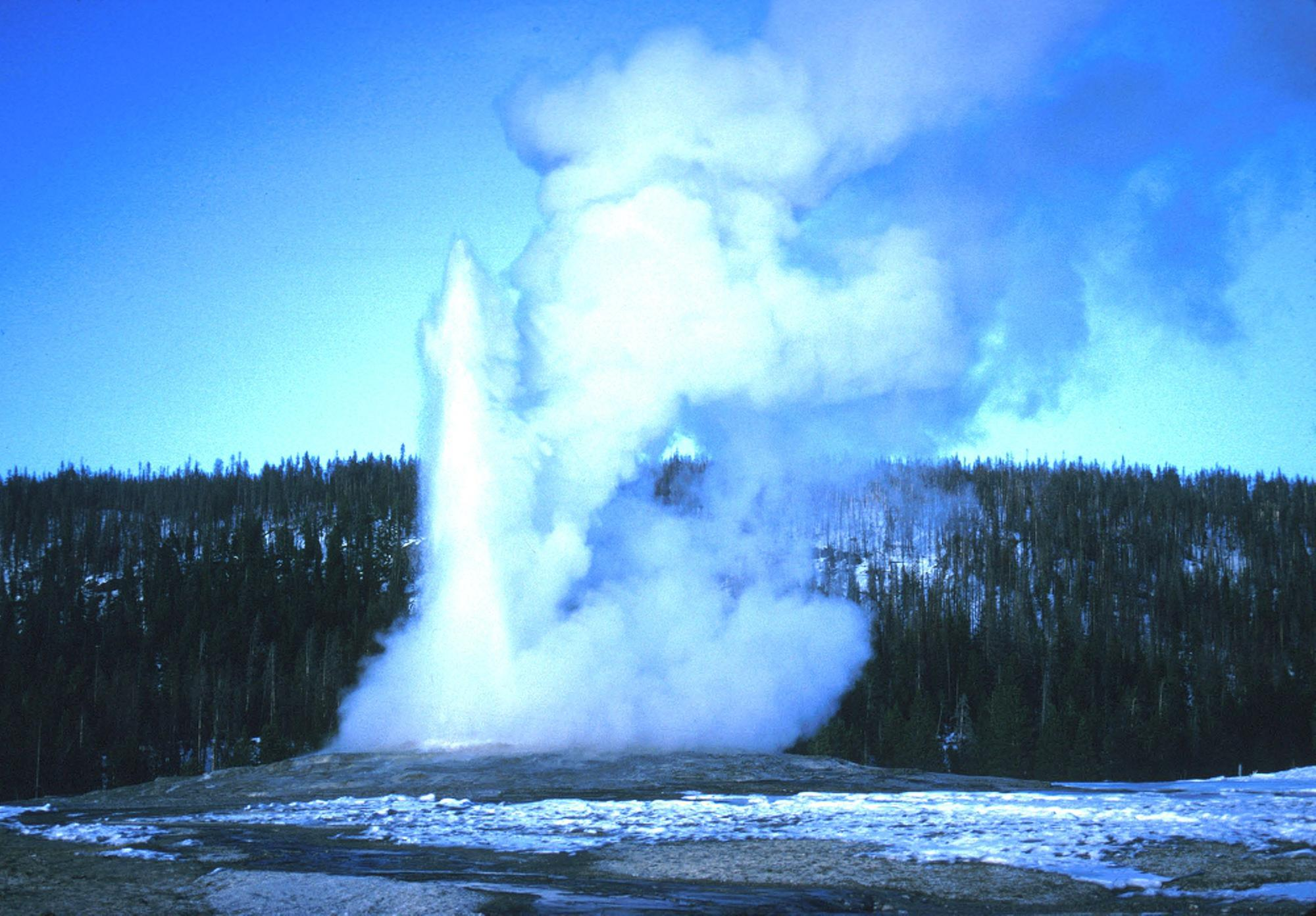
Ausbruch am 22. September 2001
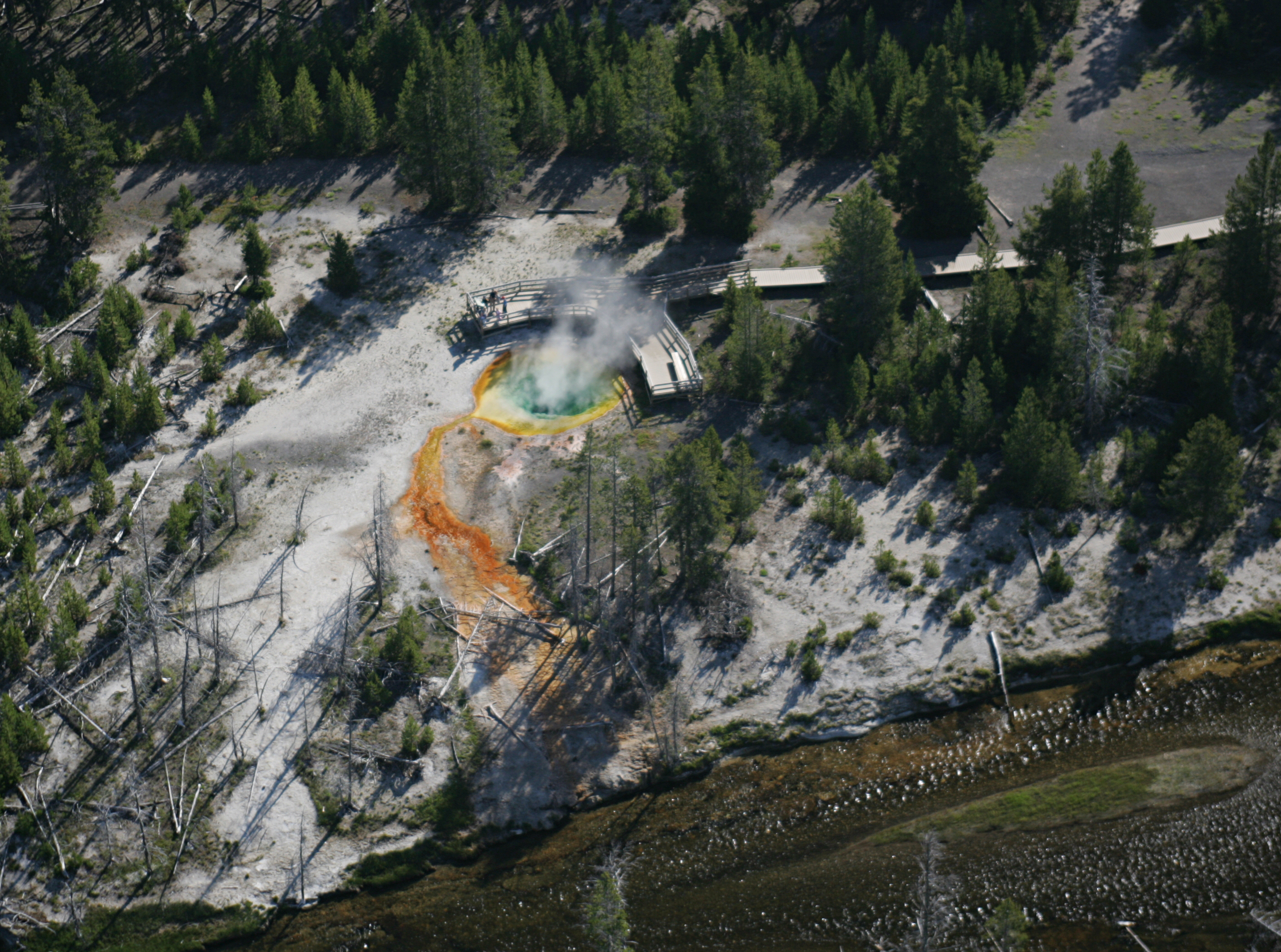
Luftaufnahme vom Morning Glory Pool, Juni 2006